# Miami (Texas)
Miami (/maɪˈæmə/ my-am-uh, pronuncia diversa da Miami in Florida) è un comune (city) degli Stati Uniti d'America e capoluogo della contea di Roberts nello Stato del Texas. La popolazione era di 597 persone al censimento del 2010. È l'unica città della contea.

## Geografia fisica
Miami è situata a 35°41′35″N 100°38′20″W (35.693048, -100.638933).
Secondo lo United States Census Bureau, ha un'area totale di 1,2 miglia quadrate (3,0 km²).

## Origini del nome
Miami probabilmente deve il suo nome a una parola indiana che significa "tesoro".

## Società

### Evoluzione demografica
Secondo il censimento del 2010, c'erano 597 persone.

### Etnie e minoranze straniere
Secondo il censimento del 2010, la composizione etnica della città era formata dal 94,14% di bianchi, lo 0,17% di afroamericani, lo 0,5% di nativi americani, lo 0,17% di asiatici, lo 0% di oceanici, il 2,85% di altre razze, e il 2,18% di due o più etnie. Ispanici o latinos di qualunque razza erano il 7,87% della popolazione.